# Hrobka Nostitzů (Planá)
Hrobka Nostitzů (také Nosticů), případně Nostitzká hrobka je ohrazené pohřebiště šlechtického rodu Nostitzů na západ od kostela sv. Anny v Plané u Mariánských Lázní. Byla založena na podnět Karla Ervína hraběte z Nostitz-Rienecku v roce 1910. Uprostřed malého hřbitova se nachází masivní kamenný kříž s Kristem a před ním pět hrobů. Hrabata z Nostitz-Rienecku byli majiteli nedalekého zámku Planá v letech 1822–1945.

## Seznam pohřbených

### Chronologicky podle data úmrtí
Na rodinném hřbitově bylo pochováno pět členů Nostitzů. V tabulce jsou uvedeny základní informace o pohřbených. Fialově jsou vyznačeni příslušníci všech větví rodu Nostitzů. První písemná zmínka o rodu je z roku 1280, zde jsou však generace počítány až od Kašpara I. z Nostitz († 1484). Pohřbeni jsou zde příslušníci jak rokytnické linie, která byla povýšena do stavu svobodných pánů v roce 1631, v roce 1675 do českého a v roce 1692 do říšského hraběcího stavu, tak rienecké linie, která byla povýšena do stavu svobodných pánů v roce 1631 a v roce 1651 do říšského hraběcího stavu. Děti jsou vypsány v poznámce u matky, avšak pokud byla matka pohřbena jinde, jsou děti uvedeny v poznámce u otce.
| Po-řadí | Gene-race | Jméno pohřbeného                             | Datum a místo narození | Otec                                                                           | Datum a místo sňatku, choť | Pohřeb a uložení do hrobky | Poznámky |
| Po-řadí | Gene-race | Jméno pohřbeného                             | Datum a místo úmrtí    | Matka                                                                          | Datum a místo sňatku, choť | Pohřeb a uložení do hrobky | Poznámky |
| ------- | --------- | -------------------------------------------- | ---------------------- | ------------------------------------------------------------------------------ | --- | --- | --- |
| 1.      | 12.       | Karel Ervín (Carl Erwein) z Nostitz-Rienecku | 22. 6. 1850 Smečno     | Hugo Maria z Nostitz-Rienecku 14. 6. 1814 Měšice – 24. 1. 1884 Praha           | 26. 7. 1874 Praha: Marie Anna z Nostitz-Rienecku (č. 2)                                                                                | Pochován 6. 10. 1911, pohřbu se zúčastnil i český místodržitel František Antonín z Thun-Hohensteinu.                                                                              | C. k. komoří (1880), tajný rada (1901), poručík dragounů, poslanec Českého zemského sněmu (1883–1901), doživotní a od roku 1907 dědičný člen Panské sněmovny rakouské Říšské rady (1905–1911), komtur Řádu Františka Josefa (1898), prezident Jednoty katolicko-politické v království Českém (1905–1911), majitel statku Horky nad Jizerou a spolumajitel statků Planá u Mariánských Lázní a Rokytnice v Orlických horách. |
| 1.      | 12.       | Karel Ervín (Carl Erwein) z Nostitz-Rienecku | 2. 10. 1911 Planá      | Marie Christina z Clam-Martinic 24. 7. 1827 Svätý Jur – 26. 10. 1910 Praha     | 26. 7. 1874 Praha: Marie Anna z Nostitz-Rienecku (č. 2)                                                                                | Pochován 6. 10. 1911, pohřbu se zúčastnil i český místodržitel František Antonín z Thun-Hohensteinu.                                                                              | C. k. komoří (1880), tajný rada (1901), poručík dragounů, poslanec Českého zemského sněmu (1883–1901), doživotní a od roku 1907 dědičný člen Panské sněmovny rakouské Říšské rady (1905–1911), komtur Řádu Františka Josefa (1898), prezident Jednoty katolicko-politické v království Českém (1905–1911), majitel statku Horky nad Jizerou a spolumajitel statků Planá u Mariánských Lázní a Rokytnice v Orlických horách. |
| 2.      | 14.       | Marie Anna z Nostitz-Rokitnitz               | 30. 4. 1853 Praha      | Josef II. z Nostitz-Rokitnitz 5. 12. 1821 Praha – 16. 10. 1890 Planá           | 26. 7. 1874 Praha: Karel Ervín z Nostitz-Rienecku (č. 1)                                                                               | | Dáma Řádu hvězdového kříže (1885), nositelka Řádu Alžběty 1. třídy (1908), po otci zdědila statky Planá u Mariánských Lázní a Rokytnici v Orlických horách. Narodily se jí následující děti: - 1. Caroline Marie, provd. von Wumbrand-Stuppach a podruhé von Abensperg-Traun (1876–1950) - 2. Maria Josef (1878–1946; č. 3) - 3. Maria-Anna Franziska, provd. von Ringhoffer (1882–1952) - 4. Ernestine Maria (1885–1949) |
| 2.      | 14.       | Marie Anna z Nostitz-Rokitnitz               | 17. 10. 1928 Planá     | Arnoštka z Waldstein-Wartenbergu 24. 9. 1829 – 2. 11. 1857                     | 26. 7. 1874 Praha: Karel Ervín z Nostitz-Rienecku (č. 1)                                                                               | | Dáma Řádu hvězdového kříže (1885), nositelka Řádu Alžběty 1. třídy (1908), po otci zdědila statky Planá u Mariánských Lázní a Rokytnici v Orlických horách. Narodily se jí následující děti: - 1. Caroline Marie, provd. von Wumbrand-Stuppach a podruhé von Abensperg-Traun (1876–1950) - 2. Maria Josef (1878–1946; č. 3) - 3. Maria-Anna Franziska, provd. von Ringhoffer (1882–1952) - 4. Ernestine Maria (1885–1949) |
| 3.      | 13.       | Josef z Nostitz-Rienecku                     | 21. 2. 1878 Praha      | Karel Ervín z Nostitz-Rienecku (č. 1)                                          | 8. 5. 1900 Praha: Rosa z Lobkowicz (z mělnicko-hořínské sekundogenitury) 15. 3. 1879 Praha – 20. 8. 1957 Holzen bei München-Ebenhausen | | C. k. komoří (1903), poslanec Českého zemského sněmu (1908–1913), dědičný člen Panské sněmovny rakouské Říšské rady (1912–1918), předseda kuratoria Vincentina v Praze (1918–1939), komtur Řádu Františka Josefa s válečnou dekorací (1917), majitel statků Planá u Mariánských Lázní, Rokytnice v Orlických horách a Horky nad Jizerou (od roku 1928). Narodily se mu následující děti: - 1. Karl Maria (1901–1961; č. 4) - 2. Maria Josefine (1902–1980) - 3. Georg Maria (1904–1992) - 4. Anna Maria, provd. von Wuthenau-Hohenthurm (1905–1934) - 5. Theresia Maria (1908–1984) - 6. Vincenz Maria (1911–1993) - 7. Christof Wenzel (1914–1988) Manželka byla pohřbena na klášterním hřbitově v Schäftlarnu. |
| 3.      | 13.       | Josef z Nostitz-Rienecku                     | 26. 5. 1946 Planá      | Marie Anna z Nostitz-Rokitnitz (č. 2)                                          | 8. 5. 1900 Praha: Rosa z Lobkowicz (z mělnicko-hořínské sekundogenitury) 15. 3. 1879 Praha – 20. 8. 1957 Holzen bei München-Ebenhausen | | C. k. komoří (1903), poslanec Českého zemského sněmu (1908–1913), dědičný člen Panské sněmovny rakouské Říšské rady (1912–1918), předseda kuratoria Vincentina v Praze (1918–1939), komtur Řádu Františka Josefa s válečnou dekorací (1917), majitel statků Planá u Mariánských Lázní, Rokytnice v Orlických horách a Horky nad Jizerou (od roku 1928). Narodily se mu následující děti: - 1. Karl Maria (1901–1961; č. 4) - 2. Maria Josefine (1902–1980) - 3. Georg Maria (1904–1992) - 4. Anna Maria, provd. von Wuthenau-Hohenthurm (1905–1934) - 5. Theresia Maria (1908–1984) - 6. Vincenz Maria (1911–1993) - 7. Christof Wenzel (1914–1988) Manželka byla pohřbena na klášterním hřbitově v Schäftlarnu. |
| 4.      | 14.       | Karel Maria z Nostitz-Rienecku               | 6. 3. 1901 Praha       | Josef z Nostitz-Rienecku (č. 3)                                                | 3. 9. 1935 Pförten: Maria Sophia von Brühl 4. 8. 1909 Pförten – 5. 10. 1998 Erpernburg                                                 | | Narodily se mu následující děti: - 1. Mathilda, provd. Quagliotti (1936–2021; č. 5) - 2. Friedrich (1938–1997) - 3. Josef (* 1941) - 4. Hugo (* 1943) - 5. Rosa, provd. von und zu Brenken (* 1945) |
| 4.      | 14.       | Karel Maria z Nostitz-Rienecku               | 5. 6. 1961 Schruns     | Rosa z Lobkowicz 15. 3. 1879 Praha – 20. 8. 1957 Holzen bei München-Ebenhausen | 3. 9. 1935 Pförten: Maria Sophia von Brühl 4. 8. 1909 Pförten – 5. 10. 1998 Erpernburg                                                 | | Narodily se mu následující děti: - 1. Mathilda, provd. Quagliotti (1936–2021; č. 5) - 2. Friedrich (1938–1997) - 3. Josef (* 1941) - 4. Hugo (* 1943) - 5. Rosa, provd. von und zu Brenken (* 1945) |
| 5.      | 15.       | Mathilda Nostitz-Rieneck-Quagliotti          | 12. 6. 1936 Planá      | Karel Maria z Nostitz-Rienecku (č. 4)                                          | 29. 10. 1970 Tschagguns Mario Quagliotti 3. 1. 1938 Řím – 11. 12. 2019                                                                 | Poslední rozloučení se konalo 28. 8. 2021 v kostele sv. Anny v Plané, mši celebroval opat tepelského kláštera Filip Zdeněk Lobkowicz, poté byla urna s ostatky uložena do hrobky. | Zakladatelka Nadačního fondu Mathilda, držitelka Stříbrné pamětní medaile předsedy Senátu za podporu zrakově postižených (2012). |
| 5.      | 15.       | Mathilda Nostitz-Rieneck-Quagliotti          | 20. 7. 2021 Itálie     | Maria Sophia von Brühl 4. 8. 1909 Pförten – 5. 10. 1998 Erpernburg             | 29. 10. 1970 Tschagguns Mario Quagliotti 3. 1. 1938 Řím – 11. 12. 2019                                                                 | Poslední rozloučení se konalo 28. 8. 2021 v kostele sv. Anny v Plané, mši celebroval opat tepelského kláštera Filip Zdeněk Lobkowicz, poté byla urna s ostatky uložena do hrobky. | Zakladatelka Nadačního fondu Mathilda, držitelka Stříbrné pamětní medaile předsedy Senátu za podporu zrakově postižených (2012). |

### Podle uložení
| Schéma uložení        | Schéma uložení       | Schéma uložení        | Schéma uložení        | Schéma uložení     |
| --------------------- | -------------------- | --------------------- | --------------------- | ------------------ |
|                       | kříž                 |                       |                       |                    |
| 1.                    | 2.                   | 3.                    | 4.                    | 5.                 |
| Karel Ervín 1880–1911 | Marie Anna 1853–1928 | Maria Josef 1878–1946 | Karel Maria 1901–1961 | Mathilda 1936–2021 |
|                       |                      |                       |                       |                    |

### Příbuzenské vztahy pohřbených
Následující schéma znázorňuje příbuzenské vztahy. Červeně orámovaní byli pohřbeni na rodinném hřbitově. Arabské číslice odpovídají pořadí úmrtí podle předchozí tabulky. Římské číslice představují pořadí manželky, pokud se někdo oženil více než jednou. Vzhledem k účelu schématu se nejedná o kompletní rodokmen Nostitzů.
|                                                         |                                                         |                                                         |                                                         | Josef II. z Nostitz-Rokitnitz 1821–1890                 | Josef II. z Nostitz-Rokitnitz 1821–1890                 | Josef II. z Nostitz-Rokitnitz 1821–1890 | Josef II. z Nostitz-Rokitnitz 1821–1890 | Josef II. z Nostitz-Rokitnitz 1821–1890               | Josef II. z Nostitz-Rokitnitz 1821–1890               |                                                       |                                                       | Arnoštka z Waldstein-Wartenbergu 1829–1857            | Arnoštka z Waldstein-Wartenbergu 1829–1857            | Arnoštka z Waldstein-Wartenbergu 1829–1857 | Arnoštka z Waldstein-Wartenbergu 1829–1857 | Arnoštka z Waldstein-Wartenbergu 1829–1857          | Arnoštka z Waldstein-Wartenbergu 1829–1857          |                                                     |                                                     |                                                     |                                                     |  |  |                                                      |                                                      |                                                      |                                                      |                                                      |                                                      |  |  |                                             |                                             |                                             |                                             | Hugo Maria z Nostitz-Rienecku 1814–1884     | Hugo Maria z Nostitz-Rienecku 1814–1884     | Hugo Maria z Nostitz-Rienecku 1814–1884 | Hugo Maria z Nostitz-Rienecku 1814–1884 | Hugo Maria z Nostitz-Rienecku 1814–1884           | Hugo Maria z Nostitz-Rienecku 1814–1884           |                                                   |                                                   | Marie Kristýna z Clam-Martinic 1827–1910          | Marie Kristýna z Clam-Martinic 1827–1910          | Marie Kristýna z Clam-Martinic 1827–1910 | Marie Kristýna z Clam-Martinic 1827–1910 | Marie Kristýna z Clam-Martinic 1827–1910        | Marie Kristýna z Clam-Martinic 1827–1910        |                                                 |                                                 |                                                 |                                                 |  |  |                                                        |                                                        |                                                        |                                                        |                                                        |                                                        |  |  |                                                   |                                                   |                                                   |                                                   |                                                   |                                                   |  |  |                                                     |                                                     |                                                     |                                                     |                                                     |                                                     |  |  |                                                        |                                                        |                                                        |                                                        |                                                        |                                                        |  |  |                                    |                                    |                                    |                                    |                                    |                                    |  |  |
|                                                         |                                                         |                                                         |                                                         | Josef II. z Nostitz-Rokitnitz 1821–1890                 | Josef II. z Nostitz-Rokitnitz 1821–1890                 | Josef II. z Nostitz-Rokitnitz 1821–1890 | Josef II. z Nostitz-Rokitnitz 1821–1890 | Josef II. z Nostitz-Rokitnitz 1821–1890               | Josef II. z Nostitz-Rokitnitz 1821–1890               |                                                       |                                                       | Arnoštka z Waldstein-Wartenbergu 1829–1857            | Arnoštka z Waldstein-Wartenbergu 1829–1857            | Arnoštka z Waldstein-Wartenbergu 1829–1857 | Arnoštka z Waldstein-Wartenbergu 1829–1857 | Arnoštka z Waldstein-Wartenbergu 1829–1857          | Arnoštka z Waldstein-Wartenbergu 1829–1857          |                                                     |                                                     |                                                     |                                                     |  |  |                                                      |                                                      |                                                      |                                                      |                                                      |                                                      |  |  |                                             |                                             |                                             |                                             | Hugo Maria z Nostitz-Rienecku 1814–1884     | Hugo Maria z Nostitz-Rienecku 1814–1884     | Hugo Maria z Nostitz-Rienecku 1814–1884 | Hugo Maria z Nostitz-Rienecku 1814–1884 | Hugo Maria z Nostitz-Rienecku 1814–1884           | Hugo Maria z Nostitz-Rienecku 1814–1884           |                                                   |                                                   | Marie Kristýna z Clam-Martinic 1827–1910          | Marie Kristýna z Clam-Martinic 1827–1910          | Marie Kristýna z Clam-Martinic 1827–1910 | Marie Kristýna z Clam-Martinic 1827–1910 | Marie Kristýna z Clam-Martinic 1827–1910        | Marie Kristýna z Clam-Martinic 1827–1910        |                                                 |                                                 |                                                 |                                                 |  |  |                                                        |                                                        |                                                        |                                                        |                                                        |                                                        |  |  |                                                   |                                                   |                                                   |                                                   |                                                   |                                                   |  |  |                                                     |                                                     |                                                     |                                                     |                                                     |                                                     |  |  |                                                        |                                                        |                                                        |                                                        |                                                        |                                                        |  |  |                                    |                                    |                                    |                                    |                                    |                                    |  |  |
|                                                         |                                                         |                                                         |                                                         |                                                         |                                                         |                                         |                                         |                                                       |                                                       |                                                       |                                                       |                                                       |                                                       |                                            |                                            |                                                     |                                                     |                                                     |                                                     |                                                     |                                                     |  |  |                                                      |                                                      |                                                      |                                                      |                                                      |                                                      |  |  |                                             |                                             |                                             |                                             |                                             |                                             |                                         |                                         |                                                   |                                                   |                                                   |                                                   |                                                   |                                                   |                                          |                                          |                                                 |                                                 |                                                 |                                                 |                                                 |                                                 |  |  |                                                        |                                                        |                                                        |                                                        |                                                        |                                                        |  |  |                                                   |                                                   |                                                   |                                                   |                                                   |                                                   |  |  |                                                     |                                                     |                                                     |                                                     |                                                     |                                                     |  |  |                                                        |                                                        |                                                        |                                                        |                                                        |                                                        |  |  |                                    |                                    |                                    |                                    |                                    |                                    |  |  |
|                                                         |                                                         |                                                         |                                                         |                                                         |                                                         |                                         |                                         |                                                       |                                                       |                                                       |                                                       |                                                       |                                                       |                                            |                                            |                                                     |                                                     |                                                     |                                                     |                                                     |                                                     |  |  |                                                      |                                                      |                                                      |                                                      |                                                      |                                                      |  |  |                                             |                                             |                                             |                                             |                                             |                                             |                                         |                                         |                                                   |                                                   |                                                   |                                                   |                                                   |                                                   |                                          |                                          |                                                 |                                                 |                                                 |                                                 |                                                 |                                                 |  |  |                                                        |                                                        |                                                        |                                                        |                                                        |                                                        |  |  |                                                   |                                                   |                                                   |                                                   |                                                   |                                                   |  |  |                                                     |                                                     |                                                     |                                                     |                                                     |                                                     |  |  |                                                        |                                                        |                                                        |                                                        |                                                        |                                                        |  |  |                                    |                                    |                                    |                                    |                                    |                                    |  |  |
| Jan Nepomuk Karel z Nostitz-Rokitnitz 1854–1873         | Jan Nepomuk Karel z Nostitz-Rokitnitz 1854–1873         | Jan Nepomuk Karel z Nostitz-Rokitnitz 1854–1873         | Jan Nepomuk Karel z Nostitz-Rokitnitz 1854–1873         | Jan Nepomuk Karel z Nostitz-Rokitnitz 1854–1873         | Jan Nepomuk Karel z Nostitz-Rokitnitz 1854–1873         |                                         |                                         | Ernestine Karoline z Nostitz-Rokitnitz 1857–1930      | Ernestine Karoline z Nostitz-Rokitnitz 1857–1930      | Ernestine Karoline z Nostitz-Rokitnitz 1857–1930      | Ernestine Karoline z Nostitz-Rokitnitz 1857–1930      | Ernestine Karoline z Nostitz-Rokitnitz 1857–1930      | Ernestine Karoline z Nostitz-Rokitnitz 1857–1930      |                                            |                                            | Engelhard von Wolkenstein-Trostburg 1848–1922       | Engelhard von Wolkenstein-Trostburg 1848–1922       | Engelhard von Wolkenstein-Trostburg 1848–1922       | Engelhard von Wolkenstein-Trostburg 1848–1922       | Engelhard von Wolkenstein-Trostburg 1848–1922       | Engelhard von Wolkenstein-Trostburg 1848–1922       |  |  | 2. Marie Anna Karolína z Nostitz-Rokitnitz 1853–1928 | 2. Marie Anna Karolína z Nostitz-Rokitnitz 1853–1928 | 2. Marie Anna Karolína z Nostitz-Rokitnitz 1853–1928 | 2. Marie Anna Karolína z Nostitz-Rokitnitz 1853–1928 | 2. Marie Anna Karolína z Nostitz-Rokitnitz 1853–1928 | 2. Marie Anna Karolína z Nostitz-Rokitnitz 1853–1928 |  |  | 1. Karel Ervín z Nostitz-Rienecku 1850–1911 | 1. Karel Ervín z Nostitz-Rienecku 1850–1911 | 1. Karel Ervín z Nostitz-Rienecku 1850–1911 | 1. Karel Ervín z Nostitz-Rienecku 1850–1911 | 1. Karel Ervín z Nostitz-Rienecku 1850–1911 | 1. Karel Ervín z Nostitz-Rienecku 1850–1911 |                                         |                                         | Selina z Nostitz-Rienecku 1852–1888               | Selina z Nostitz-Rienecku 1852–1888               | Selina z Nostitz-Rienecku 1852–1888               | Selina z Nostitz-Rienecku 1852–1888               | Selina z Nostitz-Rienecku 1852–1888               | Selina z Nostitz-Rienecku 1852–1888               |                                          |                                          | Albert Karel z Nostitz-Rienecku 1843–1929       | Albert Karel z Nostitz-Rienecku 1843–1929       | Albert Karel z Nostitz-Rienecku 1843–1929       | Albert Karel z Nostitz-Rienecku 1843–1929       | Albert Karel z Nostitz-Rienecku 1843–1929       | Albert Karel z Nostitz-Rienecku 1843–1929       |  |  | Robert z Nostitz-Rienecku 1856–1929                    | Robert z Nostitz-Rienecku 1856–1929                    | Robert z Nostitz-Rienecku 1856–1929                    | Robert z Nostitz-Rienecku 1856–1929                    | Robert z Nostitz-Rienecku 1856–1929                    | Robert z Nostitz-Rienecku 1856–1929                    |  |  | Jindřich Maria z Nostitz-Rienecku 1854–1895       | Jindřich Maria z Nostitz-Rienecku 1854–1895       | Jindřich Maria z Nostitz-Rienecku 1854–1895       | Jindřich Maria z Nostitz-Rienecku 1854–1895       | Jindřich Maria z Nostitz-Rienecku 1854–1895       | Jindřich Maria z Nostitz-Rienecku 1854–1895       |  |  | Marie Žofie Chotková z Chotkova a Vojnína 1855–1941 | Marie Žofie Chotková z Chotkova a Vojnína 1855–1941 | Marie Žofie Chotková z Chotkova a Vojnína 1855–1941 | Marie Žofie Chotková z Chotkova a Vojnína 1855–1941 | Marie Žofie Chotková z Chotkova a Vojnína 1855–1941 | Marie Žofie Chotková z Chotkova a Vojnína 1855–1941 |  |  |                                                        |                                                        |                                                        |                                                        |                                                        |                                                        |  |  |                                    |                                    |                                    |                                    |                                    |                                    |  |  |
| Jan Nepomuk Karel z Nostitz-Rokitnitz 1854–1873         | Jan Nepomuk Karel z Nostitz-Rokitnitz 1854–1873         | Jan Nepomuk Karel z Nostitz-Rokitnitz 1854–1873         | Jan Nepomuk Karel z Nostitz-Rokitnitz 1854–1873         | Jan Nepomuk Karel z Nostitz-Rokitnitz 1854–1873         | Jan Nepomuk Karel z Nostitz-Rokitnitz 1854–1873         |                                         |                                         | Ernestine Karoline z Nostitz-Rokitnitz 1857–1930      | Ernestine Karoline z Nostitz-Rokitnitz 1857–1930      | Ernestine Karoline z Nostitz-Rokitnitz 1857–1930      | Ernestine Karoline z Nostitz-Rokitnitz 1857–1930      | Ernestine Karoline z Nostitz-Rokitnitz 1857–1930      | Ernestine Karoline z Nostitz-Rokitnitz 1857–1930      |                                            |                                            | Engelhard von Wolkenstein-Trostburg 1848–1922       | Engelhard von Wolkenstein-Trostburg 1848–1922       | Engelhard von Wolkenstein-Trostburg 1848–1922       | Engelhard von Wolkenstein-Trostburg 1848–1922       | Engelhard von Wolkenstein-Trostburg 1848–1922       | Engelhard von Wolkenstein-Trostburg 1848–1922       |  |  | 2. Marie Anna Karolína z Nostitz-Rokitnitz 1853–1928 | 2. Marie Anna Karolína z Nostitz-Rokitnitz 1853–1928 | 2. Marie Anna Karolína z Nostitz-Rokitnitz 1853–1928 | 2. Marie Anna Karolína z Nostitz-Rokitnitz 1853–1928 | 2. Marie Anna Karolína z Nostitz-Rokitnitz 1853–1928 | 2. Marie Anna Karolína z Nostitz-Rokitnitz 1853–1928 |  |  | 1. Karel Ervín z Nostitz-Rienecku 1850–1911 | 1. Karel Ervín z Nostitz-Rienecku 1850–1911 | 1. Karel Ervín z Nostitz-Rienecku 1850–1911 | 1. Karel Ervín z Nostitz-Rienecku 1850–1911 | 1. Karel Ervín z Nostitz-Rienecku 1850–1911 | 1. Karel Ervín z Nostitz-Rienecku 1850–1911 |                                         |                                         | Selina z Nostitz-Rienecku 1852–1888               | Selina z Nostitz-Rienecku 1852–1888               | Selina z Nostitz-Rienecku 1852–1888               | Selina z Nostitz-Rienecku 1852–1888               | Selina z Nostitz-Rienecku 1852–1888               | Selina z Nostitz-Rienecku 1852–1888               |                                          |                                          | Albert Karel z Nostitz-Rienecku 1843–1929       | Albert Karel z Nostitz-Rienecku 1843–1929       | Albert Karel z Nostitz-Rienecku 1843–1929       | Albert Karel z Nostitz-Rienecku 1843–1929       | Albert Karel z Nostitz-Rienecku 1843–1929       | Albert Karel z Nostitz-Rienecku 1843–1929       |  |  | Robert z Nostitz-Rienecku 1856–1929                    | Robert z Nostitz-Rienecku 1856–1929                    | Robert z Nostitz-Rienecku 1856–1929                    | Robert z Nostitz-Rienecku 1856–1929                    | Robert z Nostitz-Rienecku 1856–1929                    | Robert z Nostitz-Rienecku 1856–1929                    |  |  | Jindřich Maria z Nostitz-Rienecku 1854–1895       | Jindřich Maria z Nostitz-Rienecku 1854–1895       | Jindřich Maria z Nostitz-Rienecku 1854–1895       | Jindřich Maria z Nostitz-Rienecku 1854–1895       | Jindřich Maria z Nostitz-Rienecku 1854–1895       | Jindřich Maria z Nostitz-Rienecku 1854–1895       |  |  | Marie Žofie Chotková z Chotkova a Vojnína 1855–1941 | Marie Žofie Chotková z Chotkova a Vojnína 1855–1941 | Marie Žofie Chotková z Chotkova a Vojnína 1855–1941 | Marie Žofie Chotková z Chotkova a Vojnína 1855–1941 | Marie Žofie Chotková z Chotkova a Vojnína 1855–1941 | Marie Žofie Chotková z Chotkova a Vojnína 1855–1941 |  |  |                                                        |                                                        |                                                        |                                                        |                                                        |                                                        |  |  |                                    |                                    |                                    |                                    |                                    |                                    |  |  |
|                                                         |                                                         |                                                         |                                                         |                                                         |                                                         |                                         |                                         |                                                       |                                                       |                                                       |                                                       |                                                       |                                                       |                                            |                                            |                                                     |                                                     |                                                     |                                                     |                                                     |                                                     |  |  |                                                      |                                                      |                                                      |                                                      |                                                      |                                                      |  |  |                                             |                                             |                                             |                                             |                                             |                                             |                                         |                                         |                                                   |                                                   |                                                   |                                                   |                                                   |                                                   |                                          |                                          |                                                 |                                                 |                                                 |                                                 |                                                 |                                                 |  |  |                                                        |                                                        |                                                        |                                                        |                                                        |                                                        |  |  |                                                   |                                                   |                                                   |                                                   |                                                   |                                                   |  |  |                                                     |                                                     |                                                     |                                                     |                                                     |                                                     |  |  |                                                        |                                                        |                                                        |                                                        |                                                        |                                                        |  |  |                                    |                                    |                                    |                                    |                                    |                                    |  |  |
|                                                         |                                                         |                                                         |                                                         |                                                         |                                                         |                                         |                                         |                                                       |                                                       |                                                       |                                                       |                                                       |                                                       |                                            |                                            |                                                     |                                                     |                                                     |                                                     |                                                     |                                                     |  |  |                                                      |                                                      |                                                      |                                                      |                                                      |                                                      |  |  |                                             |                                             |                                             |                                             |                                             |                                             |                                         |                                         |                                                   |                                                   |                                                   |                                                   |                                                   |                                                   |                                          |                                          |                                                 |                                                 |                                                 |                                                 |                                                 |                                                 |  |  |                                                        |                                                        |                                                        |                                                        |                                                        |                                                        |  |  |                                                   |                                                   |                                                   |                                                   |                                                   |                                                   |  |  |                                                     |                                                     |                                                     |                                                     |                                                     |                                                     |  |  |                                                        |                                                        |                                                        |                                                        |                                                        |                                                        |  |  |                                    |                                    |                                    |                                    |                                    |                                    |  |  |
| I. Karl Erwin z Wumbrand-Stuppachu 1866–1942            | I. Karl Erwin z Wumbrand-Stuppachu 1866–1942            | I. Karl Erwin z Wumbrand-Stuppachu 1866–1942            | I. Karl Erwin z Wumbrand-Stuppachu 1866–1942            | I. Karl Erwin z Wumbrand-Stuppachu 1866–1942            | I. Karl Erwin z Wumbrand-Stuppachu 1866–1942            |                                         |                                         | Karoline Marie Ernestine z Nostitz-Rienecku 1876–1950 | Karoline Marie Ernestine z Nostitz-Rienecku 1876–1950 | Karoline Marie Ernestine z Nostitz-Rienecku 1876–1950 | Karoline Marie Ernestine z Nostitz-Rienecku 1876–1950 | Karoline Marie Ernestine z Nostitz-Rienecku 1876–1950 | Karoline Marie Ernestine z Nostitz-Rienecku 1876–1950 |                                            |                                            | II. Karl Maria z Abensperg-Traunu 1877–1965         | II. Karl Maria z Abensperg-Traunu 1877–1965         | II. Karl Maria z Abensperg-Traunu 1877–1965         | II. Karl Maria z Abensperg-Traunu 1877–1965         | II. Karl Maria z Abensperg-Traunu 1877–1965         | II. Karl Maria z Abensperg-Traunu 1877–1965         |  |  | 3. Josef Hartwig z Nostitz-Rienecku 1878–1946        | 3. Josef Hartwig z Nostitz-Rienecku 1878–1946        | 3. Josef Hartwig z Nostitz-Rienecku 1878–1946        | 3. Josef Hartwig z Nostitz-Rienecku 1878–1946        | 3. Josef Hartwig z Nostitz-Rienecku 1878–1946        | 3. Josef Hartwig z Nostitz-Rienecku 1878–1946        |  |  | Rosa (Růžena) z Lobkowicz 1879–1957         | Rosa (Růžena) z Lobkowicz 1879–1957         | Rosa (Růžena) z Lobkowicz 1879–1957         | Rosa (Růžena) z Lobkowicz 1879–1957         | Rosa (Růžena) z Lobkowicz 1879–1957         | Rosa (Růžena) z Lobkowicz 1879–1957         |                                         |                                         | Maria-Anna Franziska z Nostitz-Rienecku 1882–1952 | Maria-Anna Franziska z Nostitz-Rienecku 1882–1952 | Maria-Anna Franziska z Nostitz-Rienecku 1882–1952 | Maria-Anna Franziska z Nostitz-Rienecku 1882–1952 | Maria-Anna Franziska z Nostitz-Rienecku 1882–1952 | Maria-Anna Franziska z Nostitz-Rienecku 1882–1952 |                                          |                                          | Alfred z Ringhofferu 1880–1938                  | Alfred z Ringhofferu 1880–1938                  | Alfred z Ringhofferu 1880–1938                  | Alfred z Ringhofferu 1880–1938                  | Alfred z Ringhofferu 1880–1938                  | Alfred z Ringhofferu 1880–1938                  |  |  | Ernestine Maria Hugontine z Nostitz-Rienecku 1885–1949 | Ernestine Maria Hugontine z Nostitz-Rienecku 1885–1949 | Ernestine Maria Hugontine z Nostitz-Rienecku 1885–1949 | Ernestine Maria Hugontine z Nostitz-Rienecku 1885–1949 | Ernestine Maria Hugontine z Nostitz-Rienecku 1885–1949 | Ernestine Maria Hugontine z Nostitz-Rienecku 1885–1949 |  |  | Olga Maria Elisabeth z Nostitz-Rienecku 1885–1968 | Olga Maria Elisabeth z Nostitz-Rienecku 1885–1968 | Olga Maria Elisabeth z Nostitz-Rienecku 1885–1968 | Olga Maria Elisabeth z Nostitz-Rienecku 1885–1968 | Olga Maria Elisabeth z Nostitz-Rienecku 1885–1968 | Olga Maria Elisabeth z Nostitz-Rienecku 1885–1968 |  |  | Hugo Karl z Nostitz-Rienecku 1887–1916              | Hugo Karl z Nostitz-Rienecku 1887–1916              | Hugo Karl z Nostitz-Rienecku 1887–1916              | Hugo Karl z Nostitz-Rienecku 1887–1916              | Hugo Karl z Nostitz-Rienecku 1887–1916              | Hugo Karl z Nostitz-Rienecku 1887–1916              |  |  | Elisabeth Maria Christine z Nostitz-Rienecku 1890–1984 | Elisabeth Maria Christine z Nostitz-Rienecku 1890–1984 | Elisabeth Maria Christine z Nostitz-Rienecku 1890–1984 | Elisabeth Maria Christine z Nostitz-Rienecku 1890–1984 | Elisabeth Maria Christine z Nostitz-Rienecku 1890–1984 | Elisabeth Maria Christine z Nostitz-Rienecku 1890–1984 |  |  | Karl Johann z Schönbornu 1890–1952 | Karl Johann z Schönbornu 1890–1952 | Karl Johann z Schönbornu 1890–1952 | Karl Johann z Schönbornu 1890–1952 | Karl Johann z Schönbornu 1890–1952 | Karl Johann z Schönbornu 1890–1952 |  |  |
| I. Karl Erwin z Wumbrand-Stuppachu 1866–1942            | I. Karl Erwin z Wumbrand-Stuppachu 1866–1942            | I. Karl Erwin z Wumbrand-Stuppachu 1866–1942            | I. Karl Erwin z Wumbrand-Stuppachu 1866–1942            | I. Karl Erwin z Wumbrand-Stuppachu 1866–1942            | I. Karl Erwin z Wumbrand-Stuppachu 1866–1942            |                                         |                                         | Karoline Marie Ernestine z Nostitz-Rienecku 1876–1950 | Karoline Marie Ernestine z Nostitz-Rienecku 1876–1950 | Karoline Marie Ernestine z Nostitz-Rienecku 1876–1950 | Karoline Marie Ernestine z Nostitz-Rienecku 1876–1950 | Karoline Marie Ernestine z Nostitz-Rienecku 1876–1950 | Karoline Marie Ernestine z Nostitz-Rienecku 1876–1950 |                                            |                                            | II. Karl Maria z Abensperg-Traunu 1877–1965         | II. Karl Maria z Abensperg-Traunu 1877–1965         | II. Karl Maria z Abensperg-Traunu 1877–1965         | II. Karl Maria z Abensperg-Traunu 1877–1965         | II. Karl Maria z Abensperg-Traunu 1877–1965         | II. Karl Maria z Abensperg-Traunu 1877–1965         |  |  | 3. Josef Hartwig z Nostitz-Rienecku 1878–1946        | 3. Josef Hartwig z Nostitz-Rienecku 1878–1946        | 3. Josef Hartwig z Nostitz-Rienecku 1878–1946        | 3. Josef Hartwig z Nostitz-Rienecku 1878–1946        | 3. Josef Hartwig z Nostitz-Rienecku 1878–1946        | 3. Josef Hartwig z Nostitz-Rienecku 1878–1946        |  |  | Rosa (Růžena) z Lobkowicz 1879–1957         | Rosa (Růžena) z Lobkowicz 1879–1957         | Rosa (Růžena) z Lobkowicz 1879–1957         | Rosa (Růžena) z Lobkowicz 1879–1957         | Rosa (Růžena) z Lobkowicz 1879–1957         | Rosa (Růžena) z Lobkowicz 1879–1957         |                                         |                                         | Maria-Anna Franziska z Nostitz-Rienecku 1882–1952 | Maria-Anna Franziska z Nostitz-Rienecku 1882–1952 | Maria-Anna Franziska z Nostitz-Rienecku 1882–1952 | Maria-Anna Franziska z Nostitz-Rienecku 1882–1952 | Maria-Anna Franziska z Nostitz-Rienecku 1882–1952 | Maria-Anna Franziska z Nostitz-Rienecku 1882–1952 |                                          |                                          | Alfred z Ringhofferu 1880–1938                  | Alfred z Ringhofferu 1880–1938                  | Alfred z Ringhofferu 1880–1938                  | Alfred z Ringhofferu 1880–1938                  | Alfred z Ringhofferu 1880–1938                  | Alfred z Ringhofferu 1880–1938                  |  |  | Ernestine Maria Hugontine z Nostitz-Rienecku 1885–1949 | Ernestine Maria Hugontine z Nostitz-Rienecku 1885–1949 | Ernestine Maria Hugontine z Nostitz-Rienecku 1885–1949 | Ernestine Maria Hugontine z Nostitz-Rienecku 1885–1949 | Ernestine Maria Hugontine z Nostitz-Rienecku 1885–1949 | Ernestine Maria Hugontine z Nostitz-Rienecku 1885–1949 |  |  | Olga Maria Elisabeth z Nostitz-Rienecku 1885–1968 | Olga Maria Elisabeth z Nostitz-Rienecku 1885–1968 | Olga Maria Elisabeth z Nostitz-Rienecku 1885–1968 | Olga Maria Elisabeth z Nostitz-Rienecku 1885–1968 | Olga Maria Elisabeth z Nostitz-Rienecku 1885–1968 | Olga Maria Elisabeth z Nostitz-Rienecku 1885–1968 |  |  | Hugo Karl z Nostitz-Rienecku 1887–1916              | Hugo Karl z Nostitz-Rienecku 1887–1916              | Hugo Karl z Nostitz-Rienecku 1887–1916              | Hugo Karl z Nostitz-Rienecku 1887–1916              | Hugo Karl z Nostitz-Rienecku 1887–1916              | Hugo Karl z Nostitz-Rienecku 1887–1916              |  |  | Elisabeth Maria Christine z Nostitz-Rienecku 1890–1984 | Elisabeth Maria Christine z Nostitz-Rienecku 1890–1984 | Elisabeth Maria Christine z Nostitz-Rienecku 1890–1984 | Elisabeth Maria Christine z Nostitz-Rienecku 1890–1984 | Elisabeth Maria Christine z Nostitz-Rienecku 1890–1984 | Elisabeth Maria Christine z Nostitz-Rienecku 1890–1984 |  |  | Karl Johann z Schönbornu 1890–1952 | Karl Johann z Schönbornu 1890–1952 | Karl Johann z Schönbornu 1890–1952 | Karl Johann z Schönbornu 1890–1952 | Karl Johann z Schönbornu 1890–1952 | Karl Johann z Schönbornu 1890–1952 |  |  |
|                                                         |                                                         |                                                         |                                                         |                                                         |                                                         |                                         |                                         |                                                       |                                                       |                                                       |                                                       |                                                       |                                                       |                                            |                                            |                                                     |                                                     |                                                     |                                                     |                                                     |                                                     |  |  |                                                      |                                                      |                                                      |                                                      |                                                      |                                                      |  |  |                                             |                                             |                                             |                                             |                                             |                                             |                                         |                                         |                                                   |                                                   |                                                   |                                                   |                                                   |                                                   |                                          |                                          |                                                 |                                                 |                                                 |                                                 |                                                 |                                                 |  |  |                                                        |                                                        |                                                        |                                                        |                                                        |                                                        |  |  |                                                   |                                                   |                                                   |                                                   |                                                   |                                                   |  |  |                                                     |                                                     |                                                     |                                                     |                                                     |                                                     |  |  |                                                        |                                                        |                                                        |                                                        |                                                        |                                                        |  |  |                                    |                                    |                                    |                                    |                                    |                                    |  |  |
|                                                         |                                                         |                                                         |                                                         |                                                         |                                                         |                                         |                                         |                                                       |                                                       |                                                       |                                                       |                                                       |                                                       |                                            |                                            |                                                     |                                                     |                                                     |                                                     |                                                     |                                                     |  |  |                                                      |                                                      |                                                      |                                                      |                                                      |                                                      |  |  |                                             |                                             |                                             |                                             |                                             |                                             |                                         |                                         |                                                   |                                                   |                                                   |                                                   |                                                   |                                                   |                                          |                                          |                                                 |                                                 |                                                 |                                                 |                                                 |                                                 |  |  |                                                        |                                                        |                                                        |                                                        |                                                        |                                                        |  |  |                                                   |                                                   |                                                   |                                                   |                                                   |                                                   |  |  |                                                     |                                                     |                                                     |                                                     |                                                     |                                                     |  |  |                                                        |                                                        |                                                        |                                                        |                                                        |                                                        |  |  |                                    |                                    |                                    |                                    |                                    |                                    |  |  |
| 4. Karl z Nostitz-Rienecku 1901–1961                    | 4. Karl z Nostitz-Rienecku 1901–1961                    | 4. Karl z Nostitz-Rienecku 1901–1961                    | 4. Karl z Nostitz-Rienecku 1901–1961                    | 4. Karl z Nostitz-Rienecku 1901–1961                    | 4. Karl z Nostitz-Rienecku 1901–1961                    |                                         |                                         | Maria Sophia z Brühlu 1909–1998                       | Maria Sophia z Brühlu 1909–1998                       | Maria Sophia z Brühlu 1909–1998                       | Maria Sophia z Brühlu 1909–1998                       | Maria Sophia z Brühlu 1909–1998                       | Maria Sophia z Brühlu 1909–1998                       |                                            |                                            | Maria Josefine Antonie z Nostitz-Rienecku 1902–1980 | Maria Josefine Antonie z Nostitz-Rienecku 1902–1980 | Maria Josefine Antonie z Nostitz-Rienecku 1902–1980 | Maria Josefine Antonie z Nostitz-Rienecku 1902–1980 | Maria Josefine Antonie z Nostitz-Rienecku 1902–1980 | Maria Josefine Antonie z Nostitz-Rienecku 1902–1980 |  |  | Georg z Nostitz-Rienecku 1904–1992                   | Georg z Nostitz-Rienecku 1904–1992                   | Georg z Nostitz-Rienecku 1904–1992                   | Georg z Nostitz-Rienecku 1904–1992                   | Georg z Nostitz-Rienecku 1904–1992                   | Georg z Nostitz-Rienecku 1904–1992                   |  |  | Maria Viktoria z Brühlu 1914–2001           | Maria Viktoria z Brühlu 1914–2001           | Maria Viktoria z Brühlu 1914–2001           | Maria Viktoria z Brühlu 1914–2001           | Maria Viktoria z Brühlu 1914–2001           | Maria Viktoria z Brühlu 1914–2001           |                                         |                                         | Anna Maria Josefina z Nostitz-Rienecku 1905–1934  | Anna Maria Josefina z Nostitz-Rienecku 1905–1934  | Anna Maria Josefina z Nostitz-Rienecku 1905–1934  | Anna Maria Josefina z Nostitz-Rienecku 1905–1934  | Anna Maria Josefina z Nostitz-Rienecku 1905–1934  | Anna Maria Josefina z Nostitz-Rienecku 1905–1934  |                                          |                                          | Friedrich Carl z Wuthenau-Hohenthurmu 1897–1983 | Friedrich Carl z Wuthenau-Hohenthurmu 1897–1983 | Friedrich Carl z Wuthenau-Hohenthurmu 1897–1983 | Friedrich Carl z Wuthenau-Hohenthurmu 1897–1983 | Friedrich Carl z Wuthenau-Hohenthurmu 1897–1983 | Friedrich Carl z Wuthenau-Hohenthurmu 1897–1983 |  |  | Theresia Maria Anna z Nostitz-Rienecku 1908–1984       | Theresia Maria Anna z Nostitz-Rienecku 1908–1984       | Theresia Maria Anna z Nostitz-Rienecku 1908–1984       | Theresia Maria Anna z Nostitz-Rienecku 1908–1984       | Theresia Maria Anna z Nostitz-Rienecku 1908–1984       | Theresia Maria Anna z Nostitz-Rienecku 1908–1984       |  |  | Vincenz z Nostitz-Rienecku 1911–1993              | Vincenz z Nostitz-Rienecku 1911–1993              | Vincenz z Nostitz-Rienecku 1911–1993              | Vincenz z Nostitz-Rienecku 1911–1993              | Vincenz z Nostitz-Rienecku 1911–1993              | Vincenz z Nostitz-Rienecku 1911–1993              |  |  | Christof Wenzel z Nostitz-Rienecku 1914–1988        | Christof Wenzel z Nostitz-Rienecku 1914–1988        | Christof Wenzel z Nostitz-Rienecku 1914–1988        | Christof Wenzel z Nostitz-Rienecku 1914–1988        | Christof Wenzel z Nostitz-Rienecku 1914–1988        | Christof Wenzel z Nostitz-Rienecku 1914–1988        |  |  | Elisabeth z Trauttmansdorff-Weinsbergu 1918–1999       | Elisabeth z Trauttmansdorff-Weinsbergu 1918–1999       | Elisabeth z Trauttmansdorff-Weinsbergu 1918–1999       | Elisabeth z Trauttmansdorff-Weinsbergu 1918–1999       | Elisabeth z Trauttmansdorff-Weinsbergu 1918–1999       | Elisabeth z Trauttmansdorff-Weinsbergu 1918–1999       |  |  |                                    |                                    |                                    |                                    |                                    |                                    |  |  |
| 4. Karl z Nostitz-Rienecku 1901–1961                    | 4. Karl z Nostitz-Rienecku 1901–1961                    | 4. Karl z Nostitz-Rienecku 1901–1961                    | 4. Karl z Nostitz-Rienecku 1901–1961                    | 4. Karl z Nostitz-Rienecku 1901–1961                    | 4. Karl z Nostitz-Rienecku 1901–1961                    |                                         |                                         | Maria Sophia z Brühlu 1909–1998                       | Maria Sophia z Brühlu 1909–1998                       | Maria Sophia z Brühlu 1909–1998                       | Maria Sophia z Brühlu 1909–1998                       | Maria Sophia z Brühlu 1909–1998                       | Maria Sophia z Brühlu 1909–1998                       |                                            |                                            | Maria Josefine Antonie z Nostitz-Rienecku 1902–1980 | Maria Josefine Antonie z Nostitz-Rienecku 1902–1980 | Maria Josefine Antonie z Nostitz-Rienecku 1902–1980 | Maria Josefine Antonie z Nostitz-Rienecku 1902–1980 | Maria Josefine Antonie z Nostitz-Rienecku 1902–1980 | Maria Josefine Antonie z Nostitz-Rienecku 1902–1980 |  |  | Georg z Nostitz-Rienecku 1904–1992                   | Georg z Nostitz-Rienecku 1904–1992                   | Georg z Nostitz-Rienecku 1904–1992                   | Georg z Nostitz-Rienecku 1904–1992                   | Georg z Nostitz-Rienecku 1904–1992                   | Georg z Nostitz-Rienecku 1904–1992                   |  |  | Maria Viktoria z Brühlu 1914–2001           | Maria Viktoria z Brühlu 1914–2001           | Maria Viktoria z Brühlu 1914–2001           | Maria Viktoria z Brühlu 1914–2001           | Maria Viktoria z Brühlu 1914–2001           | Maria Viktoria z Brühlu 1914–2001           |                                         |                                         | Anna Maria Josefina z Nostitz-Rienecku 1905–1934  | Anna Maria Josefina z Nostitz-Rienecku 1905–1934  | Anna Maria Josefina z Nostitz-Rienecku 1905–1934  | Anna Maria Josefina z Nostitz-Rienecku 1905–1934  | Anna Maria Josefina z Nostitz-Rienecku 1905–1934  | Anna Maria Josefina z Nostitz-Rienecku 1905–1934  |                                          |                                          | Friedrich Carl z Wuthenau-Hohenthurmu 1897–1983 | Friedrich Carl z Wuthenau-Hohenthurmu 1897–1983 | Friedrich Carl z Wuthenau-Hohenthurmu 1897–1983 | Friedrich Carl z Wuthenau-Hohenthurmu 1897–1983 | Friedrich Carl z Wuthenau-Hohenthurmu 1897–1983 | Friedrich Carl z Wuthenau-Hohenthurmu 1897–1983 |  |  | Theresia Maria Anna z Nostitz-Rienecku 1908–1984       | Theresia Maria Anna z Nostitz-Rienecku 1908–1984       | Theresia Maria Anna z Nostitz-Rienecku 1908–1984       | Theresia Maria Anna z Nostitz-Rienecku 1908–1984       | Theresia Maria Anna z Nostitz-Rienecku 1908–1984       | Theresia Maria Anna z Nostitz-Rienecku 1908–1984       |  |  | Vincenz z Nostitz-Rienecku 1911–1993              | Vincenz z Nostitz-Rienecku 1911–1993              | Vincenz z Nostitz-Rienecku 1911–1993              | Vincenz z Nostitz-Rienecku 1911–1993              | Vincenz z Nostitz-Rienecku 1911–1993              | Vincenz z Nostitz-Rienecku 1911–1993              |  |  | Christof Wenzel z Nostitz-Rienecku 1914–1988        | Christof Wenzel z Nostitz-Rienecku 1914–1988        | Christof Wenzel z Nostitz-Rienecku 1914–1988        | Christof Wenzel z Nostitz-Rienecku 1914–1988        | Christof Wenzel z Nostitz-Rienecku 1914–1988        | Christof Wenzel z Nostitz-Rienecku 1914–1988        |  |  | Elisabeth z Trauttmansdorff-Weinsbergu 1918–1999       | Elisabeth z Trauttmansdorff-Weinsbergu 1918–1999       | Elisabeth z Trauttmansdorff-Weinsbergu 1918–1999       | Elisabeth z Trauttmansdorff-Weinsbergu 1918–1999       | Elisabeth z Trauttmansdorff-Weinsbergu 1918–1999       | Elisabeth z Trauttmansdorff-Weinsbergu 1918–1999       |  |  |                                    |                                    |                                    |                                    |                                    |                                    |  |  |
|                                                         |                                                         |                                                         |                                                         |                                                         |                                                         |                                         |                                         |                                                       |                                                       |                                                       |                                                       |                                                       |                                                       |                                            |                                            |                                                     |                                                     |                                                     |                                                     |                                                     |                                                     |  |  |                                                      |                                                      |                                                      |                                                      |                                                      |                                                      |  |  |                                             |                                             |                                             |                                             |                                             |                                             |                                         |                                         |                                                   |                                                   |                                                   |                                                   |                                                   |                                                   |                                          |                                          |                                                 |                                                 |                                                 |                                                 |                                                 |                                                 |  |  |                                                        |                                                        |                                                        |                                                        |                                                        |                                                        |  |  |                                                   |                                                   |                                                   |                                                   |                                                   |                                                   |  |  |                                                     |                                                     |                                                     |                                                     |                                                     |                                                     |  |  |                                                        |                                                        |                                                        |                                                        |                                                        |                                                        |  |  |                                    |                                    |                                    |                                    |                                    |                                    |  |  |
|                                                         |                                                         |                                                         |                                                         |                                                         |                                                         |                                         |                                         |                                                       |                                                       |                                                       |                                                       |                                                       |                                                       |                                            |                                            |                                                     |                                                     |                                                     |                                                     |                                                     |                                                     |  |  |                                                      |                                                      |                                                      |                                                      |                                                      |                                                      |  |  |                                             |                                             |                                             |                                             |                                             |                                             |                                         |                                         |                                                   |                                                   |                                                   |                                                   |                                                   |                                                   |                                          |                                          |                                                 |                                                 |                                                 |                                                 |                                                 |                                                 |  |  |                                                        |                                                        |                                                        |                                                        |                                                        |                                                        |  |  |                                                   |                                                   |                                                   |                                                   |                                                   |                                                   |  |  |                                                     |                                                     |                                                     |                                                     |                                                     |                                                     |  |  |                                                        |                                                        |                                                        |                                                        |                                                        |                                                        |  |  |                                    |                                    |                                    |                                    |                                    |                                    |  |  |
| 5. Mathilde Marie Caroline z Nostitz-Rienecku 1936–2021 | 5. Mathilde Marie Caroline z Nostitz-Rienecku 1936–2021 | 5. Mathilde Marie Caroline z Nostitz-Rienecku 1936–2021 | 5. Mathilde Marie Caroline z Nostitz-Rienecku 1936–2021 | 5. Mathilde Marie Caroline z Nostitz-Rienecku 1936–2021 | 5. Mathilde Marie Caroline z Nostitz-Rienecku 1936–2021 |                                         |                                         | Mario Quagliotti 1938–?                               | Mario Quagliotti 1938–?                               | Mario Quagliotti 1938–?                               | Mario Quagliotti 1938–?                               | Mario Quagliotti 1938–?                               | Mario Quagliotti 1938–?                               |                                            |                                            | Friedrich Maria Josef z Nostitz-Rienecku 1938–1997  | Friedrich Maria Josef z Nostitz-Rienecku 1938–1997  | Friedrich Maria Josef z Nostitz-Rienecku 1938–1997  | Friedrich Maria Josef z Nostitz-Rienecku 1938–1997  | Friedrich Maria Josef z Nostitz-Rienecku 1938–1997  | Friedrich Maria Josef z Nostitz-Rienecku 1938–1997  |  |  | Josef Maria Erwein z Nostitz-Rienecku 1941–?         | Josef Maria Erwein z Nostitz-Rienecku 1941–?         | Josef Maria Erwein z Nostitz-Rienecku 1941–?         | Josef Maria Erwein z Nostitz-Rienecku 1941–?         | Josef Maria Erwein z Nostitz-Rienecku 1941–?         | Josef Maria Erwein z Nostitz-Rienecku 1941–?         |  |  | Monika Jantsch 1943–?                       | Monika Jantsch 1943–?                       | Monika Jantsch 1943–?                       | Monika Jantsch 1943–?                       | Monika Jantsch 1943–?                       | Monika Jantsch 1943–?                       |                                         |                                         | Hugo Marie Friedrich z Nostitz-Rienecku 1943–2001 | Hugo Marie Friedrich z Nostitz-Rienecku 1943–2001 | Hugo Marie Friedrich z Nostitz-Rienecku 1943–2001 | Hugo Marie Friedrich z Nostitz-Rienecku 1943–2001 | Hugo Marie Friedrich z Nostitz-Rienecku 1943–2001 | Hugo Marie Friedrich z Nostitz-Rienecku 1943–2001 |                                          |                                          | Rosa Marie Anna z Nostitz-Rienecku 1945–?       | Rosa Marie Anna z Nostitz-Rienecku 1945–?       | Rosa Marie Anna z Nostitz-Rienecku 1945–?       | Rosa Marie Anna z Nostitz-Rienecku 1945–?       | Rosa Marie Anna z Nostitz-Rienecku 1945–?       | Rosa Marie Anna z Nostitz-Rienecku 1945–?       |  |  | Georg von und zu Brenken 1941–?                        | Georg von und zu Brenken 1941–?                        | Georg von und zu Brenken 1941–?                        | Georg von und zu Brenken 1941–?                        | Georg von und zu Brenken 1941–?                        | Georg von und zu Brenken 1941–?                        |  |  |                                                   |                                                   |                                                   |                                                   |                                                   |                                                   |  |  |                                                     |                                                     |                                                     |                                                     |                                                     |                                                     |  |  |                                                        |                                                        |                                                        |                                                        |                                                        |                                                        |  |  |                                    |                                    |                                    |                                    |                                    |                                    |  |  |
| 5. Mathilde Marie Caroline z Nostitz-Rienecku 1936–2021 | 5. Mathilde Marie Caroline z Nostitz-Rienecku 1936–2021 | 5. Mathilde Marie Caroline z Nostitz-Rienecku 1936–2021 | 5. Mathilde Marie Caroline z Nostitz-Rienecku 1936–2021 | 5. Mathilde Marie Caroline z Nostitz-Rienecku 1936–2021 | 5. Mathilde Marie Caroline z Nostitz-Rienecku 1936–2021 |                                         |                                         | Mario Quagliotti 1938–?                               | Mario Quagliotti 1938–?                               | Mario Quagliotti 1938–?                               | Mario Quagliotti 1938–?                               | Mario Quagliotti 1938–?                               | Mario Quagliotti 1938–?                               |                                            |                                            | Friedrich Maria Josef z Nostitz-Rienecku 1938–1997  | Friedrich Maria Josef z Nostitz-Rienecku 1938–1997  | Friedrich Maria Josef z Nostitz-Rienecku 1938–1997  | Friedrich Maria Josef z Nostitz-Rienecku 1938–1997  | Friedrich Maria Josef z Nostitz-Rienecku 1938–1997  | Friedrich Maria Josef z Nostitz-Rienecku 1938–1997  |  |  | Josef Maria Erwein z Nostitz-Rienecku 1941–?         | Josef Maria Erwein z Nostitz-Rienecku 1941–?         | Josef Maria Erwein z Nostitz-Rienecku 1941–?         | Josef Maria Erwein z Nostitz-Rienecku 1941–?         | Josef Maria Erwein z Nostitz-Rienecku 1941–?         | Josef Maria Erwein z Nostitz-Rienecku 1941–?         |  |  | Monika Jantsch 1943–?                       | Monika Jantsch 1943–?                       | Monika Jantsch 1943–?                       | Monika Jantsch 1943–?                       | Monika Jantsch 1943–?                       | Monika Jantsch 1943–?                       |                                         |                                         | Hugo Marie Friedrich z Nostitz-Rienecku 1943–2001 | Hugo Marie Friedrich z Nostitz-Rienecku 1943–2001 | Hugo Marie Friedrich z Nostitz-Rienecku 1943–2001 | Hugo Marie Friedrich z Nostitz-Rienecku 1943–2001 | Hugo Marie Friedrich z Nostitz-Rienecku 1943–2001 | Hugo Marie Friedrich z Nostitz-Rienecku 1943–2001 |                                          |                                          | Rosa Marie Anna z Nostitz-Rienecku 1945–?       | Rosa Marie Anna z Nostitz-Rienecku 1945–?       | Rosa Marie Anna z Nostitz-Rienecku 1945–?       | Rosa Marie Anna z Nostitz-Rienecku 1945–?       | Rosa Marie Anna z Nostitz-Rienecku 1945–?       | Rosa Marie Anna z Nostitz-Rienecku 1945–?       |  |  | Georg von und zu Brenken 1941–?                        | Georg von und zu Brenken 1941–?                        | Georg von und zu Brenken 1941–?                        | Georg von und zu Brenken 1941–?                        | Georg von und zu Brenken 1941–?                        | Georg von und zu Brenken 1941–?                        |  |  |                                                   |                                                   |                                                   |                                                   |                                                   |                                                   |  |  |                                                     |                                                     |                                                     |                                                     |                                                     |                                                     |  |  |                                                        |                                                        |                                                        |                                                        |                                                        |                                                        |  |  |                                    |                                    |                                    |                                    |                                    |                                    |  |  |